# Powiat berdyczowski
Powiat lub ujezd berdyczowski powiat guberni kijowskiej, istniejący w latach 1846–1918. Siedzibą był Berdyczów na Ukrainie.

## Siedziby gmin w roku 1921
- w dzisiejszych rejonach obwodu żytomierskiego:

andruszowskim
1. Biłopilla
2. Dębowe Mecherzyńce
3. Koziatyn
4. Machnówka
5. Puzyrki(inne języki)
6. Samhorodek
7. Wujna (Peremoha)(inne języki)

berdyczowskim
1. Bystrzyk(inne języki),
2. Semenówka(inne języki)

koziatyńskim
1. Chałaimgródek

lipowieckim
1. Wachnówka

pohrebyszczeńskim
1. Dziuńków
2. Mączyn(inne języki)
3. Pohrebyszcze
4. Przyłuka Nowa
5. Spiczyńce
6. Śwityńce(inne języki)

rużyńskim
1. Białołówka
2. Czerniawka Mała
3. Ohijówka

- obwodu winnickiego

1. Czerniatyn

## Wzmianka słownikowa z1880
„Powiat berdyczowski gub kijowskiej, utworzony 1846 z machnowskiego, ma, według Strielbickiego, 2997 w. kw. rozl., według Siemienowa 3060 w. kw. Zajmuje zach. część guberni, graniczy na płn. z żytomierskim, na wschód ze skwirskim i taraszczańskim, na płd. z lipowieckim, a na zachód z winnickim. Ludności liczył 1865 r. 188,739. Według wyznań 104647 prawosł., 60299, izraelitów (Kalendarz Ilurlanda podaje ich liczbę w 1869 r. na 60715 t. j. 28,279 męż.,
32436 kob.), katolików 22961, raskolników 541, ewangelików 291. Ziemia dzieli się w ten sposób: ze z 320 tys. dziesięcin 265,000 zajmują pole, 17000 łąki, 30000 lasy, 16200 wody, 4000 błota i t. d. Zwierząt domowych w 1865 r. liczono 21865 koni, 28837 bydła rogatego, 15639 owiec zwyczajnych, 44237 owiec wyższego gatunku, 18186 świń, 3442 kóz i i. R. 18:t7 posiadał powiat miasto 1, miastcczek 9, siół 110, wsi 61, futorów 11: razem 192. R 1865 dzielił się na 3 stany, 32 gminy, 156 „obszczestw.” Główne zajęcie ludności rolnictwo, a także ogrodnictwo, sadownictwo i bartnictwo. Według statystyki 846 na, 100 czotwiCl,ti r,asiewu wypada w powiecie 36 i trzy czwarte żyta, 11 i pół pszenicy, 26 i pół owsa, 13 i jedna trzecia hreczki, 11 jęczmienia, 0,30 prosa, 0,50 grochu. B. pow. posiada ze wszystkich powiatów guberni i najmniej bydła rogatego. Cukrownie 1866 roku dwie. Powierzchnia gruntu w powiecie jest wyniosła; wchodzą weń wzgórza z Podola i Wołynia, najwydatniejsze koło wsi Tuсze, Żeżelów, Niemirycze i Czarnorudka. Składają się one głównie z szarego granitu i porfiru gliniastego. Jezior w pow. dużo, ale głównie z rozlewu rzek powstają. Błota mało znaczące. Rzeki częściowo należą do systemu Dniepru, częściowo do Bohu. Do pierwszych należy głównie Roś z Rostowicą i Skwirą; do drugich Hnyłopiat, Desna i Pusietoła. Gleba przeważnie czarnoziem, tylko na pograniczu Podola i Wołynia zmieszana z piaskiem.”